# Diplodia cowdellii
Diplodia cowdellii är en svampart som beskrevs av Berk. & Broome 1850. Diplodia cowdellii ingår i släktet Diplodia och familjen Botryosphaeriaceae.   Inga underarter finns listade i Catalogue of Life.